# Субота, Александр Сергеевич
Алекса́ндр Серге́евич Субо́та (род. 28 августа 1984, Минск) — белорусский легкоатлет, мастер спорта международного класса. Бронзовый призёр Паралимпийских игр по лёгкой атлетике, чемпион мира и Европы.

## Биография
В 2004 году закончил Минский государственный колледж предприятий лёгкой промышленности по специальности «модельер-конструктор обуви и кожгалантерейных изделий».
В 2010 году закончил Белорусский государственный университет физической культуры в Минске по специальности «тренер-преподаватель по лёгкой атлетике».
Начал занятия спортом в Минске в 1996 году (в 12 лет). Занимался греблей на байдарках и каноэ у Асмоловского Юрия Михайловича. В 2000 году перешёл к тренеру Шиманской Тамаре Николаевне и начал заниматься лыжными гонками, как спортсмен с ограничениями по здоровью. В 2002 году занялся лёгкой атлетикой (метание копья, прыжки, спринт) и вошёл в состав Национальной сборной по инваспорту Республика Беларусь. С 2003 по 2008 года тренировался у Бельского Виктора Михайловича, а с 2008 года тренируется у Майструка Анатолия Алексеевича. Основной вид программы в лёгкой атлетике — тройной прыжок, прыжок в длину и метание копья.
Стипендиат Президентского спортивного клуба Республики Беларусь (2006—2008 гг.)
В 2012 году получил звание «Мастер спорта международного класса».

## Спортивные достижения
| Год      | Турнир                                   | Дисциплина     | Место  | Результат |
| -------- | ---------------------------------------- | -------------- | ------ | --------- |
| 2012 год | XIV летние Паралимпийские игры в Лондоне | тройной прыжок | Бронза | 14.00     |

| Год      | Турнир                              | Дисциплина     | Место   |
| -------- | ----------------------------------- | -------------- | ------- |
| 2005 год | Чемпионат Европы                    | прыжки в длину | Бронза  |
| 2006 год | Чемпионат мира в закрытом помещении | прыжки в длину | Золото  |
| 2007 год | открытый чемпионат Германии         | прыжки в длину | Золото  |
| 2010 год | Открытый чемпионат Украины          | прыжки в длину | Бронза  |
| 2011 год | Открытый чемпионат Украины          | прыжки в длину | Золото  |
| 2011 год | Открытый чемпионат Украины          | тройной прыжок | Золото  |
| 2012 год | Чемпионат Европы                    | прыжки в длину | Бронза  |
| 2012 год | Чемпионат Европы                    | тройной прыжок | Золото  |
| 2013 год | Чемпионат Мира (Лион)               | тройной прыжок | Серебро |
| 2014 год | Чемпионат Европы (Swansea)          | тройной прыжок | Серебро |
| 2016 год | Чемпионат Европы (Гроссето)         | метание копья  | Золото  |
| 2016 год | Чемпионат Европы (Гроссето)         | прыжки в длину | Бронза  |